# Марета Вест
Марета Н. Вест (9 серпня 1915 р. — 2 листопада 1998 р.) — американська астрогеолог, яка у 1960-х роках вибрала місце першої посадки на Місяць Аполлону-11. Вона була першим астрогеологом. Після її смерті її прах (після кремації) був розвіяний в космосі.

## Дитинство та освіта
Марета народилася 9 серпня 1915 року. Вона отримала ступінь бакалавра з геології в Університеті Оклахоми, де була членом жіночого клубу Каппа Каппа Гамма.
Марета Вест була корінною жителькою Оклахоми у третьому поколінні, оскільки її бабуся й дідусь переїхали на Індійську територію в 1889 році.

## Кар'єра
У 1940-х роках Марета працювала нафтовим геологом у нафтовій і газовій промисловості, перш ніж стати першою жінкою-геологом, найнятою Геологічною службою США в Арізоні. Таким чином, вона стала першою жінкою-астрогеологом.
Саме Вест вибрала місце першої пілотованої місячної посадки Аполлона-11.

## Публікації
- Місця реактора ядерної енергетики на південному сході США, 1978.
- Західна сторона Місяця

## Прах в космосі
Її кремовані залишки були запущені в космос на борту ракети SpaceLoft-XL 28 квітня 2007 року в рамках першої комерційної спроби запуску людських останків для місячного «поховання». Це був суборбітальний запуск, і після цього вони були відновлені. Друга спроба відбулася 2 серпня 2008 року (на борту ракети Falcon 1). Політ мав проходити порівняно низько над Землею, проте ракетне устаткування дало збій через дві хвилини після запуску.